# واکا (تگزاس)
واکا (به انگلیسی: Waka) یک منطقهٔ مسکونی در ایالات متحده آمریکا است که در شهرستان اوکلتری، تگزاس واقع شده‌است. واکا ۹۲۸٫۱۳ متر بالاتر از سطح دریا واقع شده‌است.